# IJzendoorn
IJzendoorn est un village situé dans la commune néerlandaise de Neder-Betuwe, dans la province de Gueldre. Le 1er janvier 2007, le village comptait 990 habitants.
Le 1er mai 1923, la commune d'IJzendoorn a été rattachée à Echteld.